# سیرت کوتکا
سیرت کوتکا (استونیایی: Siret Kotka؛ زادهٔ ۲۷ ژوئیهٔ ۱۹۸۶) سیاستمدار و نماینده مجلس اهل استونی است.